# Legge antifumo
Una legge antifumo è una norma giuridica che regolamenta la pratica del fumo e indica i divieti, normalmente limitando la possibilità di fumare negli spazi pubblici e sui posti di lavoro.

## Nel mondo

### Bhutan
Il Bhutan, a partire dal 2011, è l'unico degli Stati del mondo ad aver completamente bandito la vendita e la pratica di fumare il tabacco.

### Danimarca
La Danimarca ha ufficialmente adottato un divieto di fumo in bar, club e ristoranti a partire dal 15 agosto 2007.

### Francia
La Francia ha totalmente bandito il fumo dagli spazi chiusi, inclusi i bar, i pub e i club privati. Il divieto è in vigore dal 1º gennaio 2008.

### Germania
In Germania, stato federale, non esiste una legge antifumo stringente ed omogenea a livello nazionale. Ci sono Länder come ad esempio la Baviera che lo proibiscono completamente in tutti i luoghi pubblici chiusi e non ammettono eccezioni (nemmeno nei tendoni dell'Oktoberfest), mentre invece altri Länder lasciano margini di discrezionalità ai gestori di bar e ristoranti permettendo loro di scegliere come comportarsi in base a logiche commerciali.

### Irlanda
L'Irlanda è stata la prima nazione a bandire il fumo in tutti i luoghi di lavoro chiusi, nel marzo 2005

### Italia
Nel 1972, su indicazione della CEE, è stato introdotto in Italia il divieto di pubblicizzazione dei prodotti per fumatori. La legge 11 novembre 1975, n. 584 vietò il fumo sui mezzi di trasporto pubblico (ad eccezione delle carrozze riservate ai fumatori) e in alcuni locali pubblici (ospedali, cinema, teatri, musei, università e biblioteche).  Nel 1986 l'allora Ministro della Sanità Costante Degan presentò un disegno di legge che tentò di estendere i divieti anche ai ristoranti e ai luoghi di lavoro. Il progetto tuttavia suscitò molte polemiche e venne presto accantonato. A partire dal 1991, su ogni prodotto da fumo compare per la prima volta in Italia la scritta a caratteri cubitali il fumo è nocivo.
L'attuale disciplina normativa in tema è stata emanata con la legge 16 gennaio 2003, n. 3; una modifica alla norma varata nel 2013 ha esteso il divieto anche alle aree all'aperto di pertinenza delle istituzioni scolastiche; a gennaio 2015, il ministro della salute Beatrice Lorenzin propone una modifica alla legge Sirchia che preveda un divieto di fumo esteso anche a spiagge attrezzate, parchi pubblici e auto private se sono a bordo minori. Inoltre, sempre al fine di ridurre l'attrazione verso il fumo di sigarette e seguendo la strategia fornita dall'Organizzazione Mondiale della Sanità, il ministero della salute sta studiando la possibilità di aumentare costantemente il prezzo dei prodotti a base di tabacco tramite accise progressive.
Il d.lgs. 12 gennaio 2016, n. 6 ha incluso nel divieto le pertinenze esterne delle strutture ospedaliere universitarie. Con tale norma l'Italia ha recepito la direttiva 2014/40/UE sul ravvicinamento delle disposizioni legislative, regolamentari e amministrative degli Stati membri relative alla lavorazione, alla presentazione e alla vendita dei prodotti del tabacco e dei prodotti correlati. In tal ottica ha legiferato ponendo ulteriori limiti antifumo: in particolare non è più concesso fumare in auto in presenza di minori o donne incinte, non è più consentito fumare presso le cliniche ospedaliere e i centri di ricerca, verrà multato chi sorpreso a gettare mozziconi di sigaretta a terra; inoltre vengono inasprite le pene per coloro che vendono tabacco ai minori, vengono messi al bando i pacchetti contenenti 10 sigarette e viene imposto il limite massimo di 30 grammi per i pacchi di tabacco sfuso, si pongono limitazioni alla pubblicizzazione delle sigarette elettroniche, e si dispone che almeno il 65% dei pacchetti di sigarette venduti debbano essere rivestiti da immagini shock che propongano gli effetti dannosi del fumo.

### Paesi Bassi e Romania
Paesi Bassi e Romania hanno adottato simili divieti a partire dal 1º luglio 2008.

### Regno Unito
Nel Regno Unito il divieto è in vigore a partire dal 1º luglio del 2007, quando l'Inghilterra si è unita a quanto avevano già fatto Galles, Scozia e Irlanda del Nord.

### Spagna
A partire dal 2 gennaio 2011 la legge antifumo è entrata in vigore anche in Spagna.

### Stati Uniti d'America
Negli USA la California è stato il primo al mondo ad introdurre una legge antifumo sui posti di lavoro nel 1994, e un divieto di fumo totale negli spazi chiusi nel 1998.